# Лючківська сільська рада
| Лючківська сільська рада — колишній орган місцевого самоврядування у Косівському районі Івано-Франківської області з адміністративним центром у с. Лючки. Утворена 9 липня 1991 року. Водоймища на території, підпорядкованій даній раді: річка Лючка. Сільській раді підпорядковані населені пункти: - с. Лючки |

## Склад ради
Рада складалася з 15 депутатів та голови.

### Керівний склад ради
| ПІБ                       | Основні відомості                                            | Дата обрання | Дата звільнення |
| ------------------------- | ------------------------------------------------------------ | ------------ | --------------- |
| Васкул Богдан Ярославович | Сільський голова, 1967 року народження, освіта, безпартійний | 26.03.2006   | 31.10.2010      |
| Васкул Богдан Ярославович | Сільський голова, 1967 року народження, освіта, безпартійний | 31.10.2010   |                 |

Примітка: таблиця складена за даними джерела